# Добаш плямистобокий
Доба́ш плямистобокий (Picumnus dorbignyanus) — вид дятлоподібних птахів родини дятлових (Picidae). Мешкає в Андах. Вид названий на честь французького натураліста Алсида д'Орбіньї.

## Опис
Довжина птаха становить 9-10 см. Тім'я, потилиця і верхня частина тіла сірувато-коричневі, поцятковані білими плямками, у самців передня частина тімені також поцяткована червоними плямками. Крила коричневі, махові пера на кінці жовтуваті. Хвіст коричневий або чорнуватий, центральні стернові пера білі, крайні стернові пера з білими плямками. нижня частина тіла білувата, горло і груди поцятковане чорним лускоподібним візерунком. Живіт охристий, іноді легко поцяткований смужками. Навколо очей сірі кільця. Очі чорні або карі, дзьоб чорнуватий, лапи сірі. Забарвлення молодих птахів подібне до забарвлення самиць, однак дещо тьмяніше, спина і нижня частина тіла у них поцятковані тонкими смужками.

## Підвиди
Виділяють два підвиди:
- P. d. jelskii Taczanowski, 1882 — Анди на сході Перу (від Уануко до Уанкавеліки);
- P. d. dorbignyanus Lafresnaye, 1845 — Анди в Болівії та на крайньому північному заході Аргентини (північна Сальта, Жужуй).

## Поширення і екологія
Плямистобокі добаші мешкають в Перу, Болівії і Аргентині. Вони живуть у вологих гірських тропічних лісах Анд та у вологих рівнинних тропічних лісах передгір'їв. Зустрічаються на висоті від 900 до 2500 м над рівнем моря. Взимку частина популяції мігрує в долини. Часто приєднуються до змішаних зграй птахів. Живляться комахами та іншими безхребетними.